# 60 mètres haies féminin aux championnats du monde d'athlétisme en salle 2012
Navigation
2010 2014
Le 60 mètres haies féminin des Championnats du monde en salle 2012 a lieu les 9 et 10 mars dans l'Ataköy Athletics Arena.

## Records et performances

### Records
Les records du 60 m haies femmes (mondial, des championnats et par continent) étaient avant les championnats 2012 les suivants.
| Record du monde           | Susanna Kallur  | Suède      | 7 s 68 | Karlsruhe | 10 février 2008 |
| Record des championnats   | Lolo Jones      | États-Unis | 7 s 72 | Doha      | 13 mars 2010    |
| Record d'Afrique          | Glory Alozie    | Nigeria    | 7 s 82 | Madrid    | 16 février 1999 |
| Record d'Asie             | Olga Shishigina | Kazakhstan | 7 s 82 | Liévin    | 21 février 1999 |
| Record d'Amérique du Nord | Lolo Jones      | États-Unis | 7 s 72 | Doha      | 13 mars 2010    |
| Record d'Amérique du Sud  | Maíla Machado   | Brésil     | 8 s 08 | Moscou    | 11 mars 2006    |
| Record d'Europe           | Susanna Kallur  | Suède      | 7 s 68 | Karlsruhe | 10 février 2008 |
| Record d'Océanie          | Sally McLellan  | Australie  | 7 s 96 | New York  | 30 janvier 2009 |

## Bilans mondiaux
Les bilans mondiaux avant la compétition étaient :
| 1  | Kristi Castlin           | États-Unis  | 7 s 84 |
| 2  | Jessica Ennis            | Royaume-Uni | 7 s 87 |
| 3  | LoLo Jones               | États-Unis  | 7 s 89 |
| 4  | Danielle Carruthers      | États-Unis  | 7 s 91 |
| 5  | Tiffany Porter           | Royaume-Uni | 7 s 93 |
| 5  | Vanneisha Ivy            | États-Unis  | 7 s 93 |
| 7  | Christina Manning        | États-Unis  | 7 s 95 |
| 7  | Yvette Lewis             | États-Unis  | 7 s 95 |
| 9  | Cindy Roleder            | Allemagne   | 7 s 96 |
| 10 | Brianna Rollins          | États-Unis  | 7 s 97 |
| 10 | Bridgette Owens-Mitchell | États-Unis  | 7 s 97 |
| 10 | Ginnie Crawford          | États-Unis  | 7 s 97 |
| 10 | Carolin Nytra            | Allemagne   | 7 s 97 |

## Résultats

### Finale
| Rang               | Athlète            | Nation      | Temps  | Note |
| ------------------ | ------------------ | ----------- | ------ | ---- |
| Médaille d'or      | Sally Pearson      | Australie   | 7 s 73 | WL   |
| Médaille d'argent  | Tiffany Porter     | Royaume-Uni | 7 s 94 |      |
| Médaille de bronze | Alina Talay        | Biélorussie | 7 s 97 | SB   |
| 4                  | Sonata Tamošaityte | Lituanie    | 8 s 03 | NR   |
| 5                  | Eline Berings      | Belgique    | 8 s 08 |      |
| 6                  | Nikkita Holder     | Canada      | 8 s 09 |      |
| 7                  | Beate Schrott      | Autriche    | 8 s 12 |      |
| 8                  | Seun Adigun        | Nigeria     | 8 s 33 |      |

## Demi-finales
| Place | Athlète              | Nation    | Temps  | Note  |
| ----- | -------------------- | --------- | ------ | ----- |
| 1     | Sally Pearson        | Australie | 7 s 93 | Q     |
| 2     | Eline Berings        | Belgique  | 8 s 03 | SB, Q |
| 3     | Nikkita Holder       | Canada    | 8 s 07 | Q     |
| 4     | Seun Adigun          | Nigeria   | 8 s 07 | PB, Q |
| 5     | Marzia Caravelli     | Italie    | 8 s 12 |       |
| 6     | Derval O'Rourke      | Irlande   | 8 s 13 | SB    |
| 7     | Angela Morosanu      | Roumanie  | 8 s 24 |       |
| 8     | Ekaterina Galitskaya | Russie    | 8 s 26 |       |

| Place | Athlète            | Nation      | Temps  | Note  |
| ----- | ------------------ | ----------- | ------ | ----- |
| 1     | Alina Talay        | Biélorussie | 7 s 99 | SB, Q |
| 2     | Tiffany Porter     | Royaume-Uni | 8 s 03 | Q     |
| 3     | Sonata Tamošaityte | Lituanie    | 8 s 03 | NR, Q |
| 4     | Beate Schrott      | Autriche    | 8 s 11 | Q     |
| 5     | Lucie Škrobáková   | Tchéquie    | 8 s 18 |       |
| 6     | Sharona Bakker     | Pays-Bas    | 8 s 18 |       |
| 7     | Veronica Borsi     | Italie      | 8 s 18 | PB    |
| 8     | Svetlana Topilina  | Russie      | 8 s 32 |       |

## Séries
Les trois premières de chaque série, ainsi que les quatre meilleurs temps accèdent aux demi-finales.
| Place | Athlète         | Nation            | Temps  | Note  |
| ----- | --------------- | ----------------- | ------ | ----- |
| 1     | Sally Pearson   | Australie         | 7 s 85 | Q, AR |
| 2     | Eline Berings   | Belgique          | 8 s 08 | Q     |
| 3     | Nikkita Holder  | Canada            | 8 s 15 | Q     |
| 4     | Derval O'Rourke | Irlande           | 8 s 19 | q     |
| 5     | Aleesha Barber  | Trinité-et-Tobago | 8 s 35 |       |
| 6     | Cindy Roleder   | Allemagne         | 8 s 35 |       |
| 7     | Rosa Rakotozafy | Madagascar        | 8 s 74 | SB    |
| 8     | Natasha Ruddock | Jamaïque          | DNS    |       |

| Place | Athlète              | Nation      | Temps  | Note |
| ----- | -------------------- | ----------- | ------ | ---- |
| 1     | Alina Talay          | Biélorussie | 8 s 11 | Q    |
| 2     | Angela Morosanu      | Roumanie    | 8 s 37 | Q    |
| 3     | Ekaterina Galitskaya | Russie      | 8 s 40 | Q    |
| 4     | Demetra Arachovití   | Chypre      | 8 s 49 |      |
| 5     | Natalya Ivoninskaya  | Kazakhstan  | 8 s 49 |      |
| —     | Vonette Dixon        | Jamaïque    | DNF    |      |
| —     | Kristi Castlin       | États-Unis  | DNF    |      |

| Place | Athlète           | Nation             | Temps  | Note |
| ----- | ----------------- | ------------------ | ------ | ---- |
| 1     | Tiffany Porter    | Royaume-Uni        | 8 s 00 | Q    |
| 2     | Sharona Bakker    | Pays-Bas           | 8 s 19 | Q    |
| 3     | Veronica Borsi    | Italie             | 8 s 20 | Q    |
| 4     | Svetlana Topilina | Russie             | 8 s 20 | q    |
| 5     | Lucie Škrobáková  | Tchéquie           | 8 s 20 | q    |
| 6     | Seun Adigun       | Nigeria            | 8 s 21 | q    |
| 7     | Gorana Cvijetic   | Bosnie-Herzégovine | 8 s 89 | SB   |
| 8     | Ghofrane Mohamed  | Syrie              | 9 s 15 | PB   |

| Place | Athlète            | Nation       | Temps  | Note |
| ----- | ------------------ | ------------ | ------ | ---- |
| 1     | Marzia Caravelli   | Italie       | 8 s 13 | Q    |
| 2     | Beate Schrott      | Autriche     | 8 s 16 | Q    |
| 3     | Sonata Tamošaityte | Lituanie     | 8 s 27 | Q    |
| 4     | Vanneisha Ivy      | États-Unis   | 8 s 28 |      |
| 5     | Lee Yeon-kyoung    | Corée du Sud | 8 s 41 | NR   |
| 6     | Sun Yawei          | Chine        | 8 s 46 |      |
| 7     | Marina Tomic       | Slovénie     | 8 s 67 |      |
| 8     | Dipna Lim Prasad   | Singapour    | 9 s 00 | NR   |

## Légende
Records et Performances
- AR : Record continental (area record)
- CR : Record des championnats (championship record)
- MR : Record du meeting (meet record)
- NR : Record national (national record)
- OR : Record olympique (olympic record)
- PR : Record paralympique (paralympic record)
- PB : Record personnel (personal best)
- SB : Meilleure performance personnelle de la saison (season's best)
- WL : Meilleure performance mondiale de l'année (world leader)
- WJR : Record du monde junior (world junior record)
- WR : Record du monde (world record)

Circonstances et Conditions
- DNF : N'a pas terminé (did not finish)
- DNS : N'a pas pris le départ (did not start)
- DQ : Disqualification (disqualification)
- NM : Aucun essai valable enregistré (No Mark)
- Q : Qualifié « directement » au prochain tour (ou à la prochaine compétition), lors d'une compétition majeure, grâce au classement ou à la réalisation des minima (automatic qualifier)
- q : Qualifié au prochain tour (ou à la prochaine compétition), lors d'une compétition majeure, grâce au repêchage ou à la réalisation de l'une des meilleures performances parmi celles des « non qualifiés directement » (grâce au meilleur temps ou à la meilleure distance par exemple) (secondary qualifier)